# Xã Marion, Quận Buchanan, Missouri
Xã Marion (tiếng Anh: Marion Township) là một xã thuộc quận Buchanan, tiểu bang Missouri, Hoa Kỳ. Năm 2010, dân số của xã này là 1.178 người.